# Cung điện Sternberg ở Hradčany
Cung điện Sternberg ở Hradčany (tiếng Séc: Šternberský palác) là một cung điện lịch sử mang phong cách kiến trúc Baroque, nằm trên quảng trường Hradčany, Praha, Cộng hòa Séc. Cung điện này có tên trong danh sách di tích văn hóa từ năm 1964. Hiện nay, Phòng trưng bày Quốc gia Praha thường xuyên tổ chức triển lãm các tác phẩm nghệ thuật châu Âu ở đây.

## Lịch sử
Ở vị trí cung điện ngày nay từng có một cung điện thời Phục hưng. Gia đình quý tộc Sternberg sở hữu khu bất động sản này từ năm 1690. Bá tước Václav Vojtěch von Sternberg xây dựng lại khu vực này thành một cung điện mới mang phong cách kiến trúc Baroque vào năm 1698.
Năm 1811, cung điện được Hiệp hội Nghệ thuật Những người bạn yêu nước tiếp quản. Trong giai đoạn 1835 - 1842, cánh phía nam của cung điện được hoàn thành theo phong cách cổ điển muộn. Ngoài ra, mặt tiền phong cách Baroque cũng được thêm vào trong quá trình tái thiết cung điện.
Trong giai đoạn 1918 - 1947, công trình này được quân đội Tiệp Khắc sử dụng. Từ năm 1947, cung điện Sternberg trở thành tài sản của Phòng trưng bày Quốc gia Praha. Hiện nay, các buổi triển lãm tranh châu Âu thường được tổ chức ở đây.